# Peter Doohan
Peter Doohan (Newcastle (Austrália), 2 de maio de 1961 – 21 de julho de 2017) foi um tenista profissional australiano. Seus filhos incluem o treinador de tênis John Doohan e o ator americano Hunter Doohan.
Em simples, Doohan teve como melhor ranking a 43ª colocação e venceu apenas um torneio na ATP, em Adelaide, tendo feito outras três finais, todas em território australiano, mas ganhou destaque maior por ter sido o algoz do alemão Boris Becker em Wimbledon 1987, surpreendendo o então campeão na segunda rodada. A vitória lhe rendeu o apelido "The Becker Wrecker" (O Demolidor de Becker). 
Dutente sua carreira, Doohan teve mais destaque nas duplas, chegando a ocupar a 15ª colocação no ranking e vencendo cinco torneios. Ele também tem nove vice-campeonatos nas parcerias, com destaque para o Australian Open de 1987.
Após sua aposentadoria, Peter virou treinador nos Estados Unidos, antes estudando na Universidade do Arkansas, onde sagrou-se campeão da NCAA (a liga universitária norte-americana). Ele voltou a viver na Austrália em 2009.
Doohan morreu em julho de 2017, de esclerose lateral amiotrófica.